# منطقه توکای
منطقه توکای (به ژاپنی: 東海地方 Tōkai-chihō) بخشی از ناحیه چوبو در ژاپن است که در امتداد اقیانوس آرام قرار گرفته است.